# Виллер-ла-Фей
Вилле́р-ла-Фей (фр. Villers-la-Faye) — коммуна во Франции, находится в регионе Бургундия. Департамент коммуны — Кот-д’Ор. Входит в состав кантона Нюи-Сен-Жорж. Округ коммуны — Бон.
Код INSEE коммуны — 21698.

## Население
Население коммуны на 2010 год составляло 407 человек.
| 1962 | 1968 | 1975 | 1982 | 1990 | 1999 | 2010 |
| ---- | ---- | ---- | ---- | ---- | ---- | ---- |
| 260  | 271  | 266  | 315  | 386  | 406  | 407  |

## Экономика
В 2010 году среди 285 человек трудоспособного возраста (15—64 лет) 218 были экономически активными, 67 — неактивными (показатель активности — 76,5 %, в 1999 году было 79,5 %). Из 218 активных жителей работали 210 человек (112 мужчин и 98 женщин), безработных было 8 (1 мужчина и 7 женщин). Среди 67 неактивных 19 человек были учениками или студентами, 36 — пенсионерами, 12 были неактивными по другим причинам.